# Pnytagoras
Pnytagoras (Oudgrieks Πνυταγόρας; † 332/331 v.Chr.) was een koning van Salamis op Cyprus. Hij kwam aan de macht, toen hij rond 360 v.Chr. zijn Perzischgezinde halfoom Euagoras II afzette. Hij regeerde van 351 v.Chr. tot 332 v.Chr..
Pnythagoras stamde uit het geslacht van de Teucriden dat in 411 met Evagoras in Salamis aan de macht gekomen was. Na de machtsgreep sloot hij zich bij de door koning Tennes van Sidon begonnen opstand tegen de Perzen onder Artaxerxes III aan. Hij werd lange tijd door Phokion en Euagoras belegerd, waarop hij zich bij de Perzen aansloot. Daarna werd hij verrassend genoeg in zijn ambt bevestigd en Eugoras dus niet hersteld in zijn koningschap. Hoewel hij een bondgenootschap had met farao Nectanebo II, vielen de Perzen in 344 v.Chr. het eiland binnen.
Na de Slag bij Issus sloot Pnytagoras zich bij Alexander de Grote aan. Hij nam daarop deel aan de belegering van Tyros, waarbij hij zijn vlagenschip verloor. Na de verovering van de stad kreeg hij de stad Tamassos dat oorspronkelijk aan Kition toebehoorde. Hem volgde zijn zoon Nikokreon in het koningschap op. Een andere zoon van hem was Nitaphon.